# Скали (Тренто)
Скали је насеље у Италији у округу Тренто, региону Трентино-Јужни Тирол.
Према процени из 2011. у насељу је живело 27 становника. Насеље се налази на надморској висини од 732 м.